# Steinberg-Dörfl
Steinberg-Dörfl (węg. Répcekőhalom-Dérföld, burg.-chorw. Štamperak-Drfelj) – gmina targowa w Austrii, w kraju związkowym Burgenland, w powiecie Oberpullendorf. 1 stycznia 2014 liczyła 1,29 tys. mieszkańców.